# 堀越癪観音
堀越癪観音（ほりこししゃくかんのん）は、和歌山県伊都郡かつらぎ町に所在する寺院。本尊は十一面観音。本堂が標高605メートル (m) という険しい山麓にある。境内にあるサザンカが県から天然記念物に指定されている。

## 沿革
671年、役行者が母の癪の病となった際に37日間、治癒祈願のために十一面観世音菩薩像を彫刻したところ、平癒したことを起源とする。天正年間 (1573～93) に起きた紀州征伐の際、峯を越えて侵攻した兵によって伽藍は悉く焼失した。慶長年間 (1595～1615) に再建。当寺は向井家が先祖代々祀っている世襲寺。また、当寺の上に観音堂があり、役小角の像を祀っている。「紀伊続風土記」には、文治年間 (1185～90) に建立されたとあり、元禄14年 （1701年）の大日経箱が残っている。堂宇は最近、修復。

## 記念物
本堂の東隣にあるサザンカは、同種としては珍しい大木で幹周1.45m、地上1.35m所で3本に枝分かれし、約5mという大きな樹冠を形成している。樹齢は200年を超えると推定されている。1959年 (昭和34年) 1月8日、県から天然記念物に指定された。

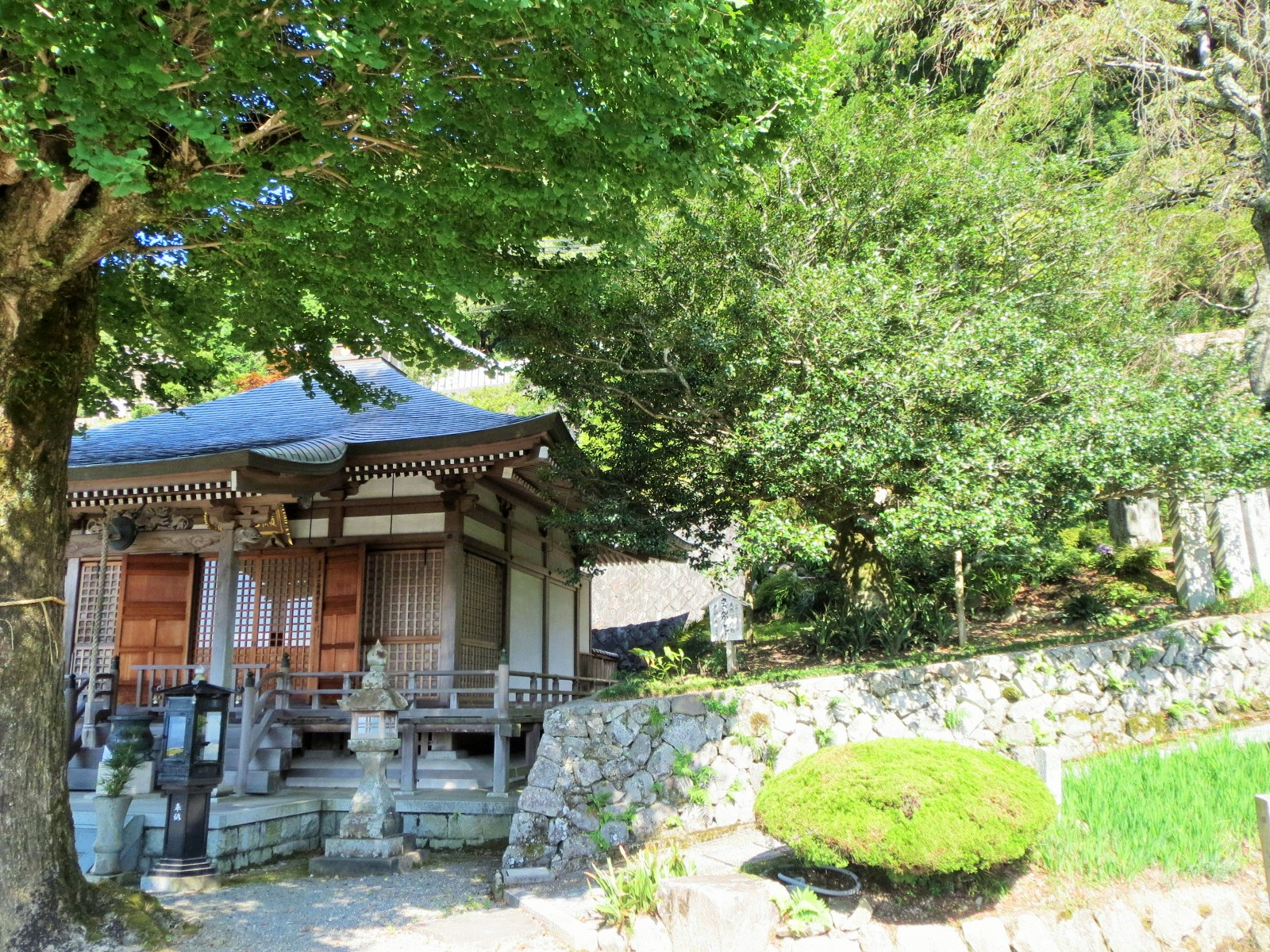
サザンカ
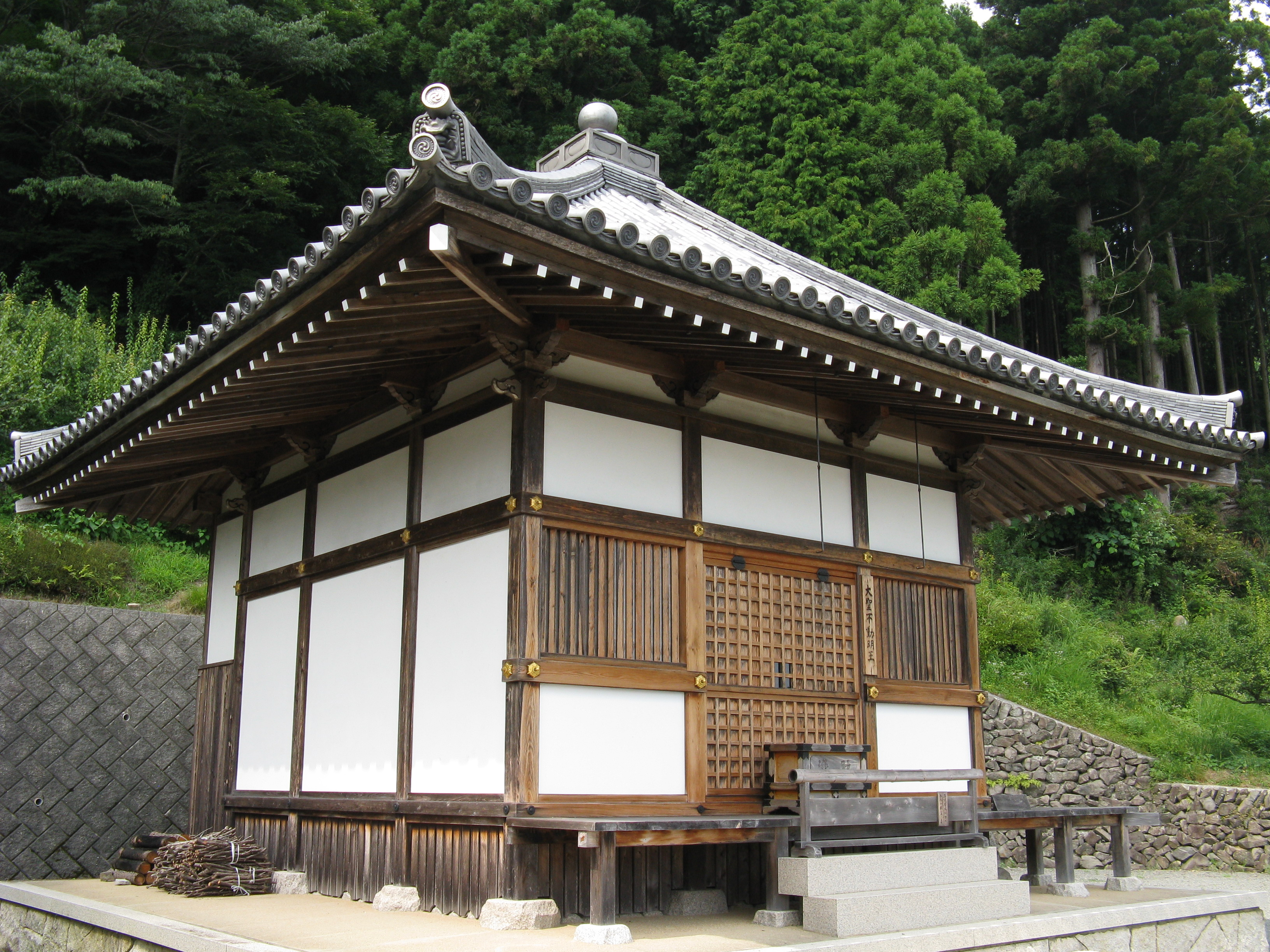
護摩堂
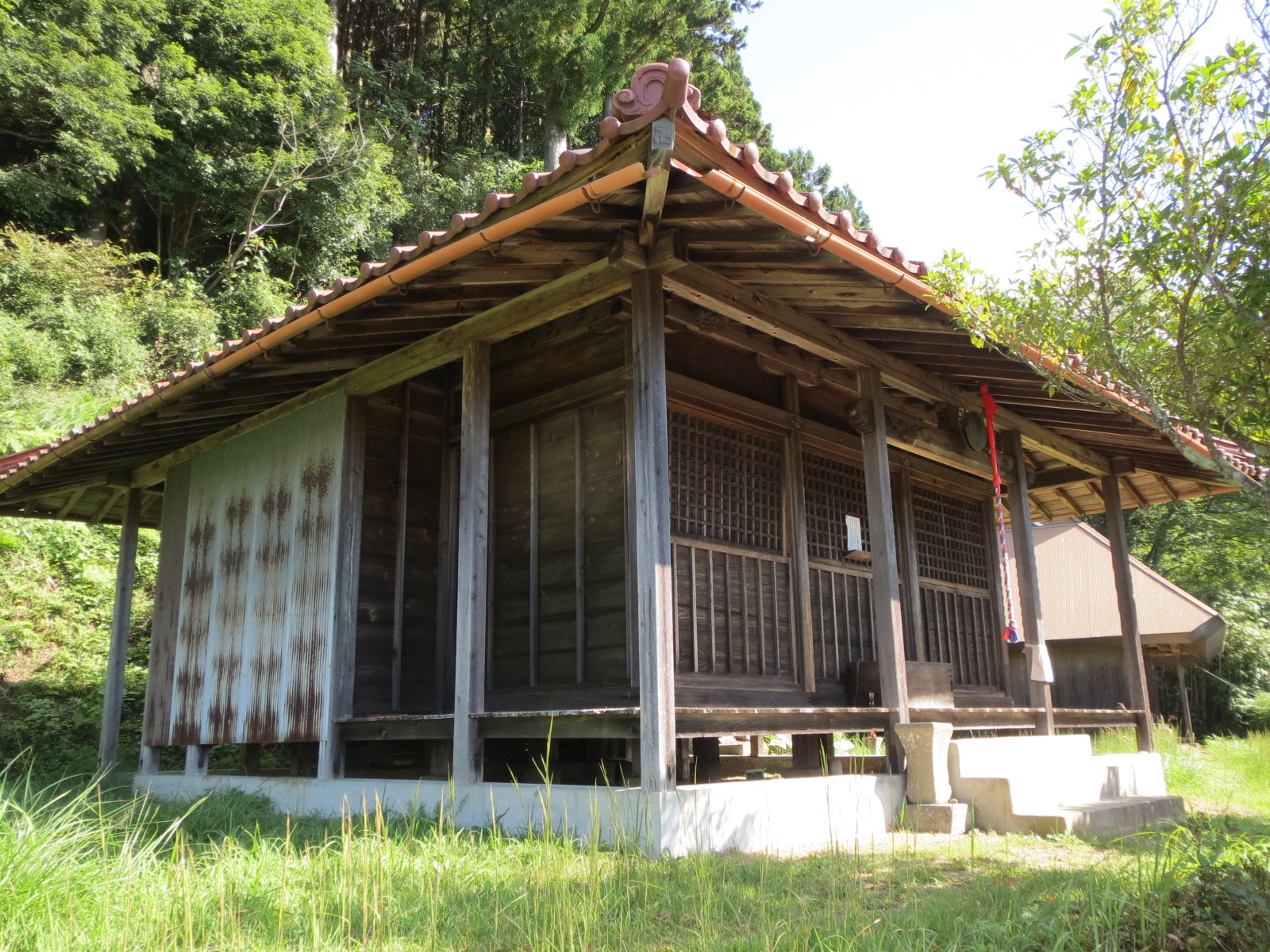
観音堂

## 現地情報

### 所在地
- 和歌山県伊都郡かつらぎ町東谷1360

### アクセス
- 京奈和自動車道かつらぎ西ICから車20分